# Nie Yinniang
Nie Yinniang (聶隱娘) (br.: A Assassina) é um filme taiwanês de 2015, do gênero ação, dirigido por Hou Hsiao-Hsien.
O filme estreou no Festival de Cannes de 2015 e saiu vencedor da categoria de Melhor Direção. Também foi escolhido para representar o Taiwan na competição de Oscar de melhor filme estrangeiro da edição de 2016.

## Elenco
| Ator/Atriz        | Papel           |
| ----------------- | --------------- |
| Shu Qi            | Nie Yinniang    |
| Chang Chen        | Tian Ji'an      |
| Zhou Yun          | Lady Tian       |
| Satoshi Tsumabuki | mirror polisher |
| Ethan Juan        | Xia Jing        |
| Hsieh Hsin-Ying   | Huji            |
| Fang-Yi Sheu      |                 |
| Fan Xu            |                 |